# Obžalovaný
Obžalovaný (Engels: Accused) is een Tsjecho-Slowaakse film uit 1964 geregisseerd door Ján Kadár en Elmar Klos. De film won in 1964 een Kristallen Bol op het Internationaal Filmfestival van Karlsbad.

## Verhaal
Drie mannen worden naar het Districtsgerecht gebracht - voorzitter Kurdrna, ingenieur Potucek en bureaucraat Zelenka. Ze worden beschuldigd van het stelen van nationaal eigendom. Zelenka en Potucek zijn schuldig en bekennen dan ook schuld. Kurdrna daarentegen pleit onschuldig. Hij heeft geen eigendom gestolen en wist niets van wat de andere twee van plan waren. Hij is dan ook geschokt wanneer hij ontdekt dat zijn rechterhand Ludl, verantwoordelijk voor de financiën, zelfmoord heeft gepleegd omdat hij de schuldige is. Hij realiseert zich dan ook dat hij ook verantwoordelijk is omdat hij enkele illegale premies afgetekend heeft zonder deze te lezen. Zelenka and Potucek worden veroordeeld tot een lange gevangenisstraf terwijl Kudrna een minder strenge straf krijgt die overeenkomt met zijn voorlopige hechtenis. Maar toch voelt Kudrna zich schuldig en wil hij zijn straf niet ontlopen.

## Rolverdeling
| Acteur            | Personage                   |
| ----------------- | --------------------------- |
| Vladislav Müller  | Josef Kudrna                |
| Zora Jiráková     | Kudrna's moeder             |
| Martin Štepánek   | de zoon van Kudrna          |
| Jaroslav Blazek   | de voorzitter van de Senaat |
| Pavel Bartl       | Kabrt                       |
| Milan Jedlicka    | Frantisek Duchon            |
| Miroslav Machacek | aanklager                   |
| Jiri Minzel       | Frantisek Horacek           |
| Kamil Best'ak     | Hruska                      |